# Fluortriklormetan
Fluortriklormetan är en haloalkan med formeln CCl3F. Den kallas även för Freon 11, CFC 11 och R-11.

## Användning
Fluortriklormetan har använts flitigt som köldmedium i kylskåp, värmepumpar m.m. Dess relativt höga kokpunkt gör att den kan användas i system med lågt arbetstryck till skillnad från diklordifluormetan (R-12) och klordifluormetan (R-22) som kräver högre tryck för att kondenseras.

## Egenskaper
Fluortriklormetan kan under bestrålning av ultraviolett ljus förlora kloratomer som bildar fria radikaler som är skadliga för ozonlagret. Ämnet används som definition av 1,0 Ozone Depletion Potential.